# Essay (Segers)
Essay is een compositie voor hoorn en harmonieorkest van de Belgische componist Jan Segers. De compositie werd geschreven in opdracht van de BRT. De uitvoering van het werk door het Groot Harmonieorkest van de Belgische Gidsen en hoornist André van Driesche is door de BRT ingezonden voor de compositiewedstrijd van de Europese Radio-unie.
Het werk werd op cd opgenomen door het Symphonic Wind Orchestra "Vooruit" Harelbeke onder leiding van Gerard Verschaeve.